# Sembrando
Sembrando es el primer EP del cantante de música regional mexicana Peso Pluma, fue lanzado el 20 de abril de 2022 en plataformas digitales a través de Prajin Parlay y Worms Music. En noviembre de 2021 se lanzó la canción «Spiral» como sencillo líder y en abril de 2022 «Sembrando» como segundo sencillo oficial. El EP logró ser top 50 en la lista Top Latin Albums; así como también número 13 en Regional Mexican Albums en Estados Unidos, siendo este el primer álbum del artista en debutar en cualquier lista musical. En 2023 ganó un Premio Juventud en la categoría como Mejor Álbum Regional Mexicano en la edición número 20° de los premios.

## Lanzamiento y composición
Peso Pluma dijo para el canal de televisión Bandamax: "Sembrando viene siendo un EP que quiero soltar como un regalo a los fans que me siguen. Esas canciones (del EP) ya eran conocidas nomás que no las había sacado nunca. Quise darles un regalito."
También dijo para el canal que las canciones «Sembrando» y «El Capi», son corridos compuestos por él a petición de unos amigos. La pista «El viejón de la Loma» lo compuso su amigo Héctor Rubio y Peso Pluma la grabó para este álbum.
La fecha de lanzamiento se escogió por el famoso «4:20», que es una frase informal que se usa como celebración del cultivo y consumo de la marihuana —20 de abril—, de igual manera el título del EP hace alusión a esto.

## Lista de canciones
| Lista de canciones de Sembrando |                        |                                   |                                                                                  |          |  |
| N.º                             | Título                 | Escritor(es)                      | Productor(es)                                                                    | Duración |  |
| 1.                              | «Sembrando»            | Jesús Roberto "Tito" Laija García |                                                                                  | 3:08     |  |
| 2.                              | «El Capi»              | Hassan Emilio Kabande Laija       |                                                                                  | 3:42     |  |
| 3.                              | «El Güero»             | Kabande Laija                     |                                                                                  | 2:51     |  |
| 4.                              | «El viejón de la loma» | Héctor Rubio                      |                                                                                  | 3:50     |  |
| 5.                              | «Me convertí»          | Kabande Laija                     |                                                                                  | 3:58     |  |
| 6.                              | «Spiral»               | Kabande Laija                     | Kabande Laija Laija García Jesús Iván Leal Reyes Ernesto Fernández George Prajin | 3:04     |  |

## Listas
| Lista (2023)                             | Mejor posición |
| ---------------------------------------- | -------------- |
| Estados Unidos (Top Latin Albums)        | 48             |
| Estados Unidos (Regional Mexican Albums) | 13             |
| Estados Unidos (Heatseekers Albums)      | 25             |

## Premios y nominaciones
| Año  | Premios          | Categoría                               | Resultado | Ref.   |
| ---- | ---------------- | --------------------------------------- | --------- | ------ |
| 2023 | Premios Juventud | Mejor Álbum de Música Regional Mexicana | Ganador   | [ 13 ] |